# ورانشتیتسا
ورانشتیتسا (به صربی: Vranštica) یک منطقهٔ مسکونی در صربستان است که در الکساندراواک واقع شده‌است. ورانشتیتسا ۷۵ نفر جمعیت دارد.